# Sacrario militare di Pian di Salesei
Il Sacrario Militare di Pian di Salesei è un ossario militare della prima guerra mondiale situato nella frazione di Salesei, presso Livinallongo del Col di Lana (Belluno).
La pianta è a forma di croce, su cui è costruita la struttura contenente i loculi dei soldati deceduti. Sulla punta è situata una piccola chiesa. Sul viale d'ingresso sono presenti 14 cippi che recano il nome di altrettanti campi di battaglia nelle vicinanze.
Il cimitero raccoglie le spoglie provenienti dalle battaglie sul Col di Lana e dalla Marmolada.

## Galleria d'immagini

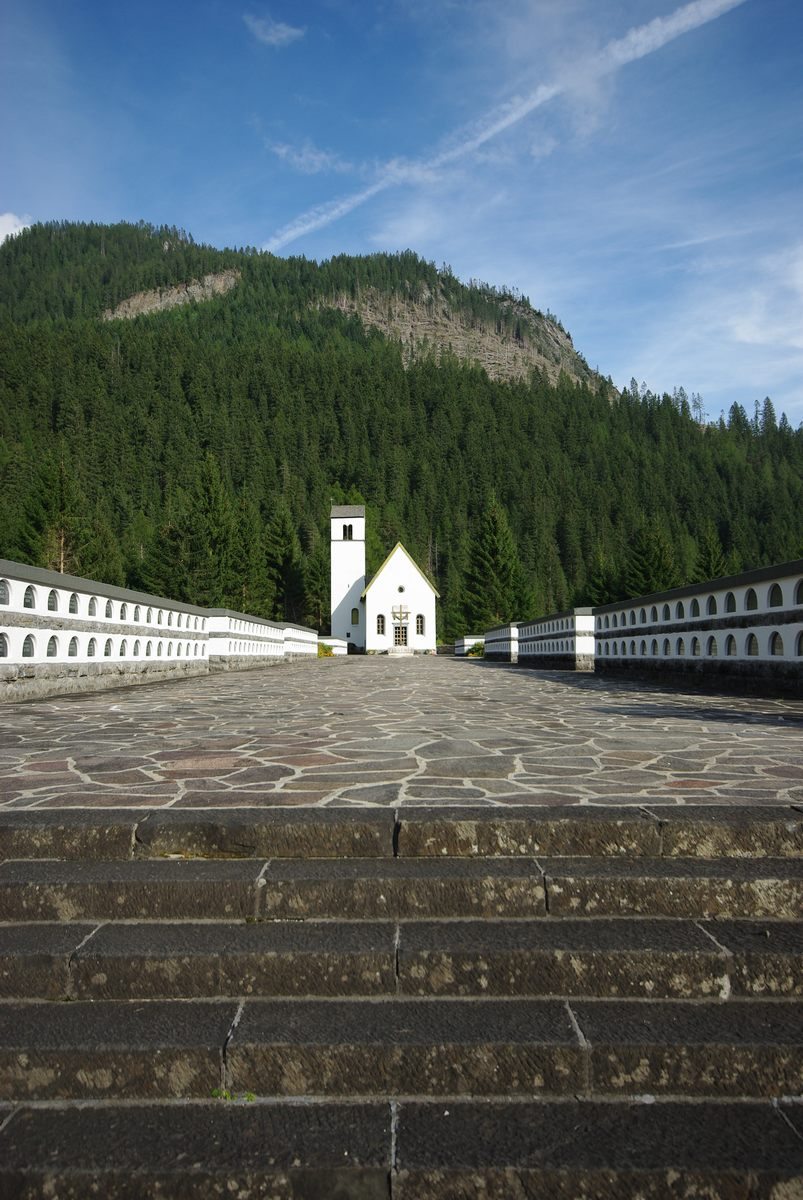
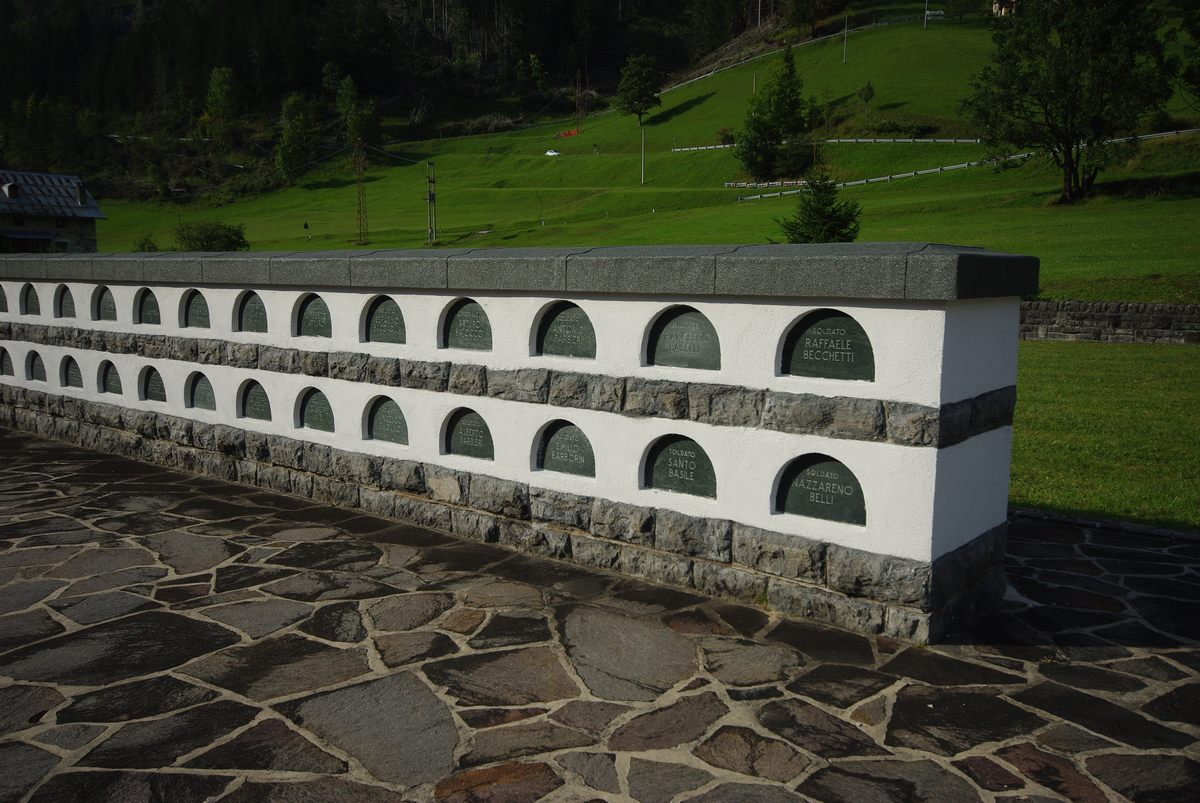
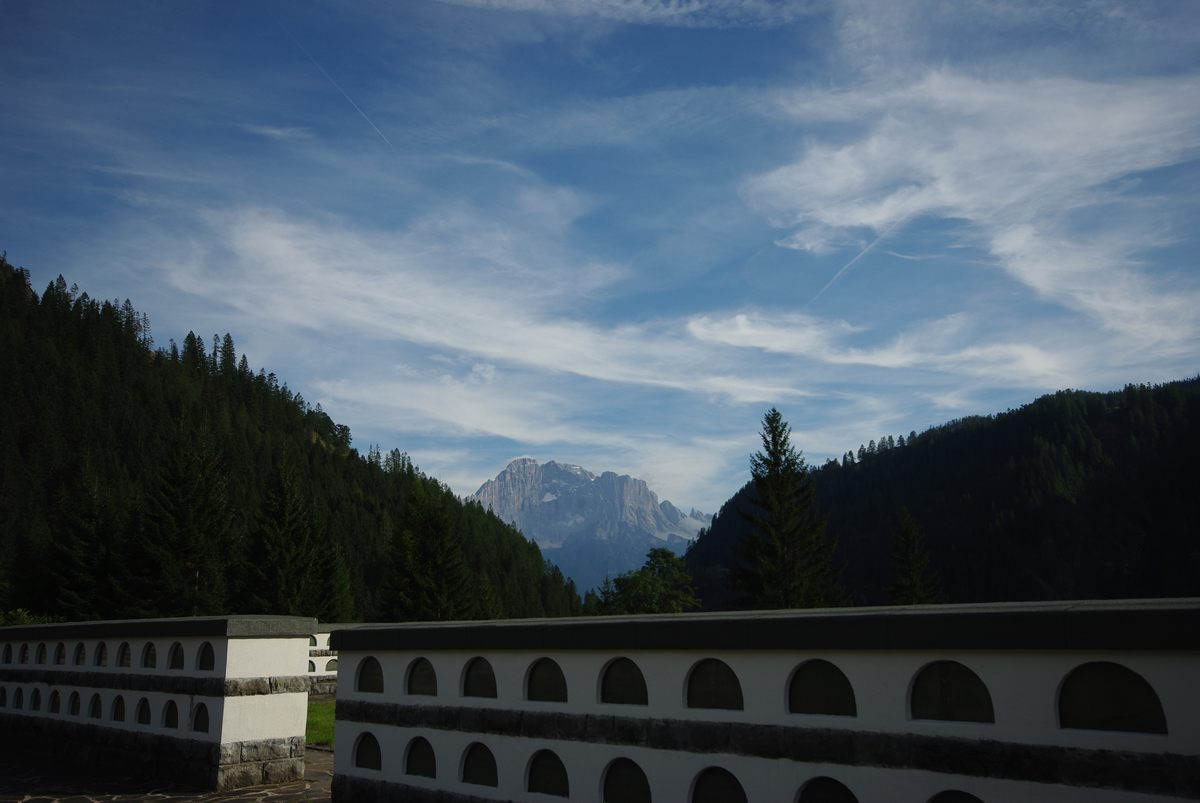
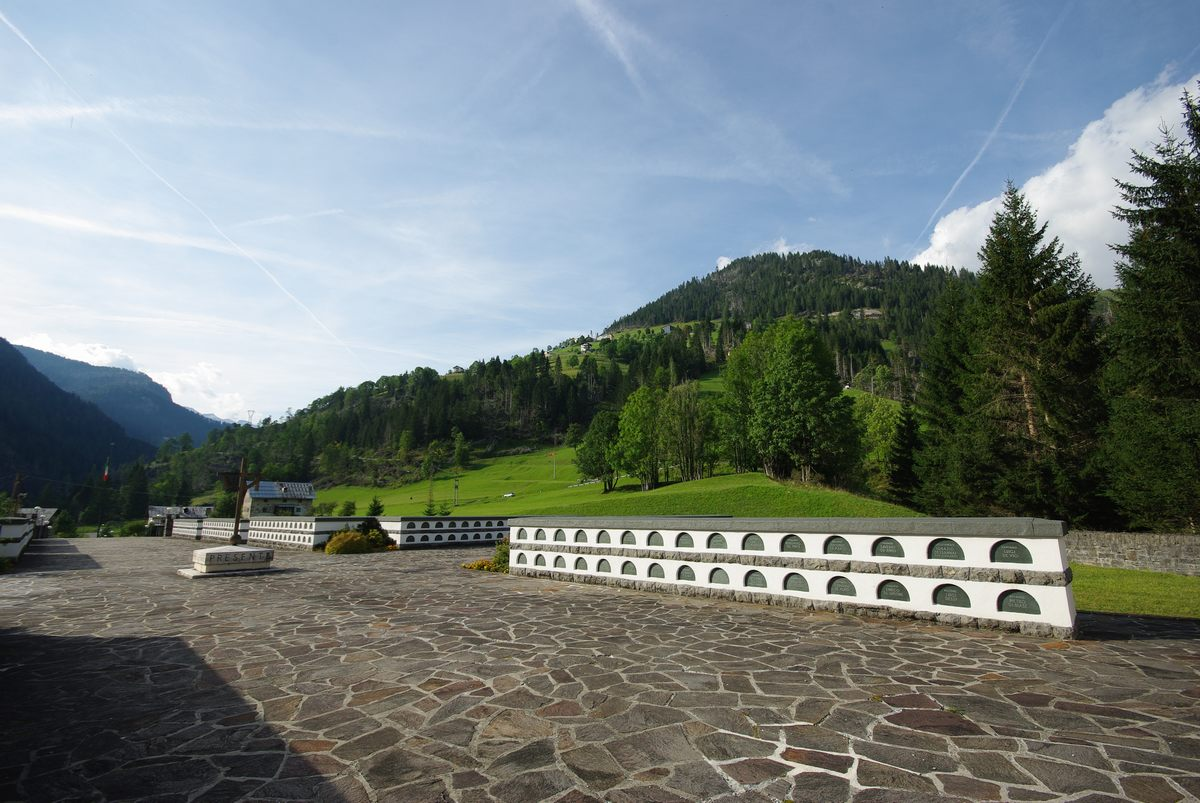